# イシドロ・バレンシア
イシドロ・バレンシア（Isidro Valencia、1990年11月3日 - ）はコロンビアの男子陸上競技選手。専門は短距離走。
2010年にメデリンで開催された南アメリカ競技大会に出場し、100mと4×100mリレーで金メダルを獲得した。